# Oliver Martin
Oliver Martin (15 de junio de 2008) es un deportista estadounidenses que compite en snowboard. Ganó dos medallas de bronce en el Campeonato Mundial de Snowboard de 2025, en las pruebas de  big air y slopestyle.

## Medallero internacional
| Campeonato Mundial | Campeonato Mundial | Campeonato Mundial | Campeonato Mundial |
| Año                | Lugar              | Medalla            | Prueba             |
| ------------------ | ------------------ | ------------------ | ------------------ |
| 2025               | Engadina (Suiza)   | Medalla de bronce  | Big air            |
| 2025               | Engadina (Suiza)   | Medalla de bronce  | Slopestyle         |